# 劳动和正义共和党
劳动和正义共和党（俄语：Республиканская партия труда и справедливости，羅馬化：Respublikanskaya partiya truda i spravedlivosti，缩写为，RPTS，羅馬化：Respublikanskaja partyja pracy i spraviadlivaści，缩写为，RPPS）是白俄罗斯一个社会民主主义政党，成立于1993年。该党一般被认为是一个亲卢卡申科政府的温和中间偏左政党。